# Heikki Talvitie
Heikki Talvitie (né le 5 septembre 1939 à Viipuri) est un diplomate finlandais.

## Biographie
Heikki Talvitie est diplômé de science politique de l'Université d'Helsinki en 1963.

## Carrière
En 1964, il entre au ministère finlandais des Affaires étrangères. 
Il y est attaché de 1965 a 1966, attaché de presse de 1966 à 1968, attaché a l'ambassade de Finlande à Moscou de 1968 à 1970, deuxième secrétaire de  l'ambassade de La Haye de 1970 a 1972.
Heikki Talvitie travaille au Siège des Nations unies à New York de 1972 à 1976.
Il est ministre-conseiller à ambassade de Finlande à Moscou de 1976 à 1980.
Heikki Talvitie est chef du cabinet du ministère des Affaires étrangères de 1980 à 1982 et conseiller au ministère des Affaires étrangères de 1983 à 1984.
Heikki Talvitie est aussi le représentant spécial de l'Union européenne au Caucase et l'envoyé spécial de l'OSCE en Géorgie.
Il est ambassadeur à Belgrade de 1984 à 1988, à Moscou de 1988 à 1992 et à  Stockholm de 1996 à 2002.

## Autres activités
Heikki Talvitie est président de l'Association des musées finlandais (fi) depuis 2003.
Heikki Talvitie est président de l'association Finlande-Russie de 2002 à 2014 et président de l'association des amis de l'histoire (fi) depuis 2000,.

## Critiques
Le professeur Jukka Seppinen accuse Heikki Talvitie de favoriser les officiels pro soviétiques, et selon lui, Heikki Talvitie n'a pas essayé de résister à l'influence du KGB en Finlande.
Le traducteur-écrivain Jukka Mallinen a de nouveau accusé Talvitie d'avoir profité de sa période de présidence pour transformer la association Finlande-Russie en comme caisse enregistreuse et en porte-voix du Kremlin.
Dans Helsingin Sanomat, Jussi Konttinen a critiqué Heikki Talvitie pour sa défense de l'intervention russe lors de la crise de Crimée.
Le 18 août 2014, le président russe Vladimir Poutine a décerné la Médaille de l'Ordre de l'Amitié à Heikki Talvitie pour ses actions pour renforcer l'amitié et la coopération avec la Russie.